# Chrobotkowate
Chrobotkowate (Cladoniaceae Zenker) – rodzina workowców. Ze względu na współżycie z glonami zaliczana jest do grupy porostów.

## Charakterystyka
Do rodziny należą gatunki mające podecja wewnątrz puste, laseczkowate, kieliszkowate, rożkowate lub politomicznie rozgałęzione, najczęściej znacznie większe od pierwotnej plechy, która jest listkowata lub skorupiasta.
Należą tu gatunki żyjące na różnym podłożu, głównie w pionierskich siedliskach naziemnych pierwotnych lub wtórnych. Najczęściej są szeroko rozpowszechnione. Niektóre są kosmopolityczne.

## Systematyka
Pozycja w klasyfikacji według Index FungorumCladonia, Cladoniaceae, Lecanorales, Lecanoromycetidae, Lecanoromycetes, Pezizomycotina, Ascomycota, Fungi
RodzajeWedług aktualizowanej klasyfikacji Index Fungorum bazującej na Dictionary of the Fungi do rodziny tej należą rodzaje:
- Calathaspis I.M. Lamb & W.A. Weber 1972
- Carassea S. Stenroos 2002
- Cetradonia J.C. Wei & Ahti 2002
- Cladia Nyl. 1870
- Cladonia P. Browne 1756 – chrobotek
- Gymnoderma Nyl. 1860
- Heteromyces Müll. Arg. 1889
- Leproloma Nyl. ex Cromb. 1894
- Metus D.J. Galloway & P. James 1987
- Muhria P.M. Jørg. 1987
- Myelorrhiza Verdon & Elix 1986
- Notocladonia S. Hammer 2003
- Paralecia Brackel, Greiner, Peršoh & Rambold 2015
- Pilophorus Th. Fr. 1857 – czapnik
- Pulchrocladia S. Stenroos, Pino-Bodas, Lumbsch & Ahti 2018
- Pycnothelia (Ach.) Dufour 1821 – karlinka
- Rexia S. Stenroos, Pino-Bodas & Ahti 2018
- Sphaerophoropsis Vain. 1890
- Squamella S. Hammer 2001
- Thysanothecium Mont. & Berk. 1846

Nazwy naukowe na podstawie Index Fungorum. Nazwy polskie według W. Fałtynowicza.